# Michel Devillers
Pour les articles homonymes, voir Devillers.
Ne doit pas être confondu avec Michel de Villers.
Michel Devillers, né le 27 mars 1945 à Amboise, est un saxophoniste, compositeur et improvisateur français.

## Biographie
Après une première formation musicale commencée en 1954, il étudie  partir de 1959, au conservatoire de Versailles avec Marcel Josse (saxo-baryton du quatuor Marcel Mule).
Il obtient un premier prix du jeune saxophoniste au Salon de l'enfance de 1959.
En 1963, il accompagne Sylvie Vartan et Frankie Jordan (Olympia, tournée Salut les Copains, émissions de télévision).
En 1965, il met à profit son service militaire pour suivre les cours de J.-C Foulon (élève d'Olivier Messiaen).
À partir de 1967, il joue dans une harmonie (alto, soprano et baryton) et en devient soliste puis sous-directeur.
Dans les années 1970, il se produit dans des formations free jazz avec le groupe Confreectuel et poursuit simultanément un travail de recherche musicale.
Dans les années 1980, il participe à diverses rencontres de musiques, avec des interprètes d'horizons et d'époques fort différents.

## Citation
Françoise Billard, 1er alto à l’Orchestre national des Pays de la Loire, auteur, a écrit à son sujet :
« De quel ailleurs est-ce que Michel Devillers revient pour le dire avec une telle acuité ? De quel voyage ? Seule sa musique le sait, mieux que lui. Laconique là où il est bavard, simple là où il est torturé, pure là où son fantôme se perd dans les marécages glauques, infiniment troublante dans sa limpidité. »